# Hotelul „Traian” din Băile Herculane
Hotelul „Traian” din Băile Herculane este un monument istoric aflat pe teritoriul orașului Băile Herculane. Hotelul a fost construit în perioada împăratului Franz Joseph al Imperiului Austro-Ungar, a fost denumit, inițial, Rudolf, după numele unicului fiu al lui Franz Joseph.
După primul război mondial, a fost cedat României și a primit numele de Hotel Carol continuând să fie folosit până la inchiderea din 2005, din cauza degradării.
Hotelul Traian are 74 de camere, un teren de circa 1.900 mp și o clădire de 1.800 mp ce se continuă printr-o terasă către clădirea Cazinoului.

## Galerie

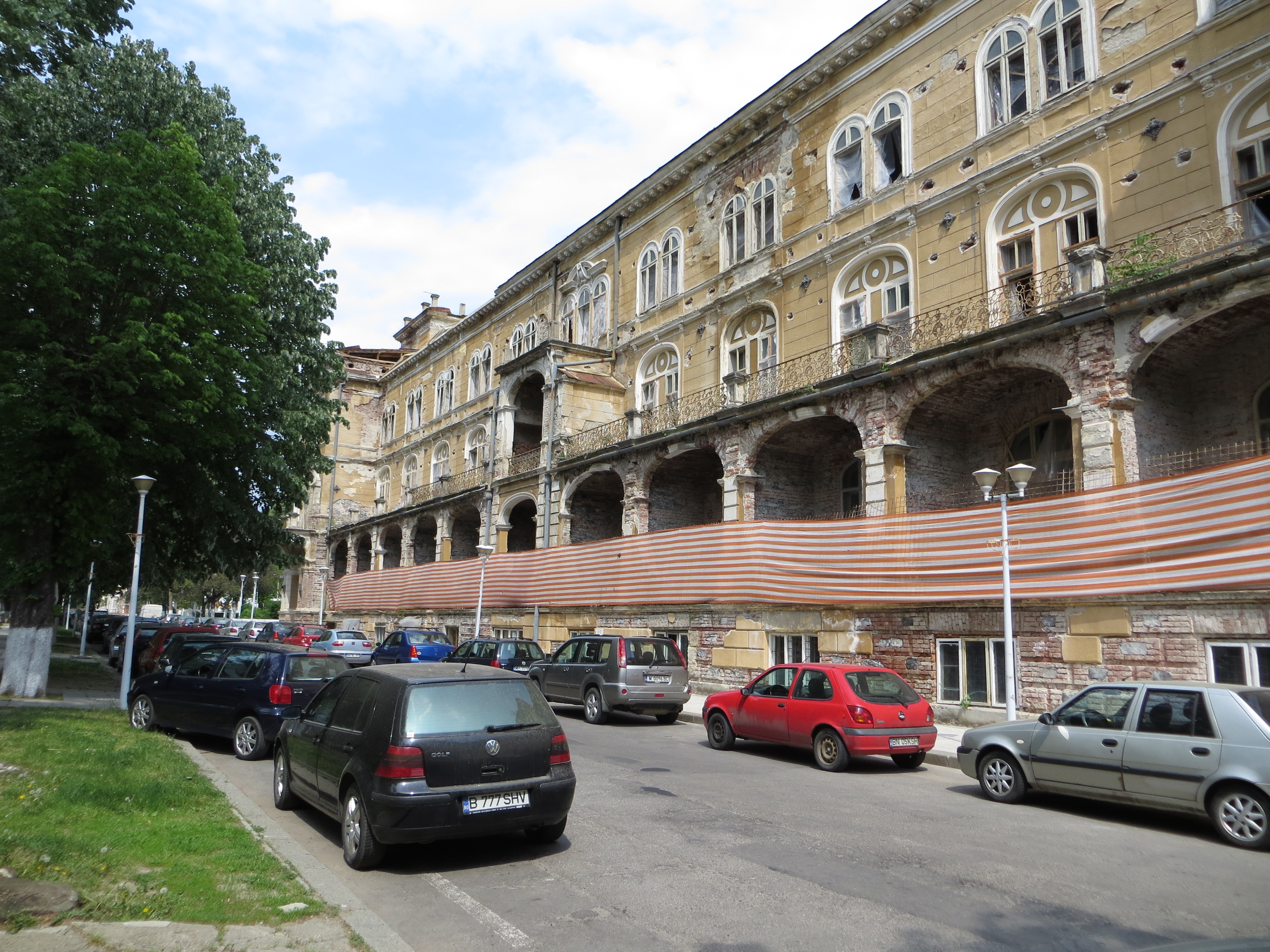
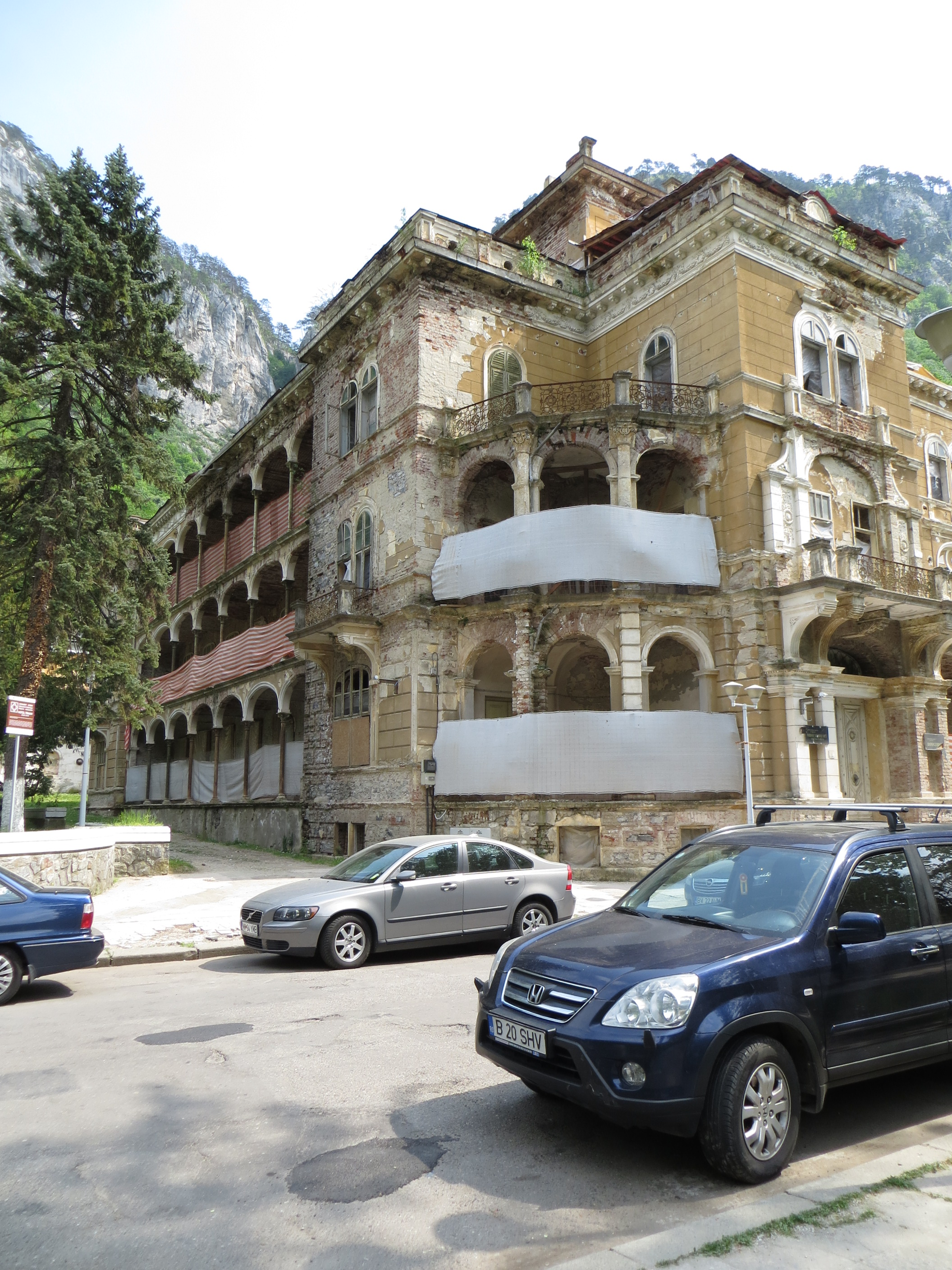
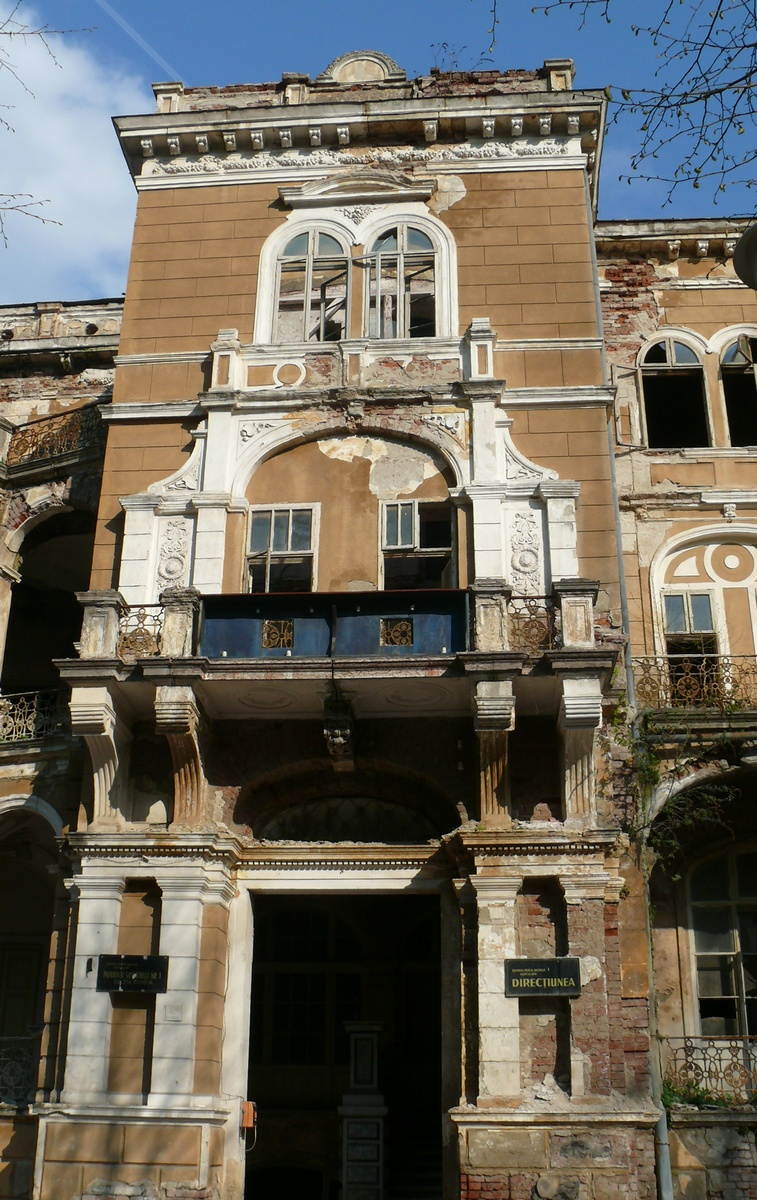
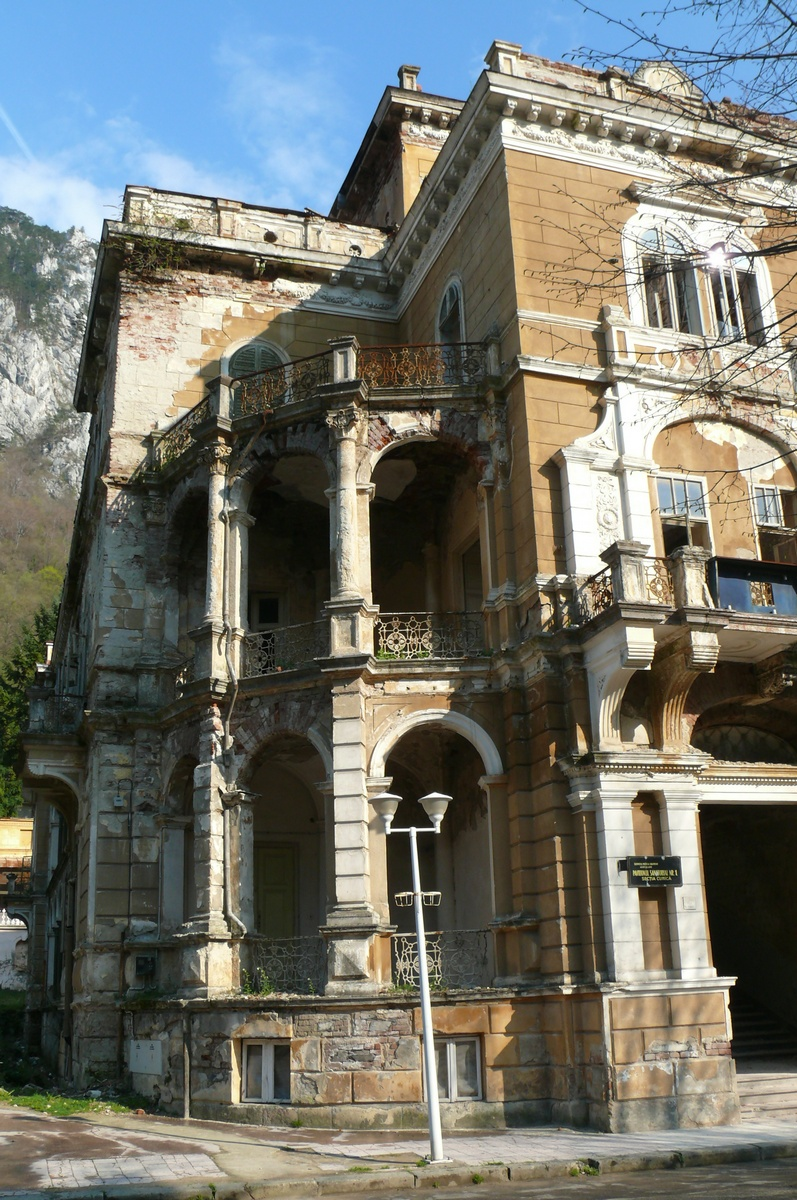
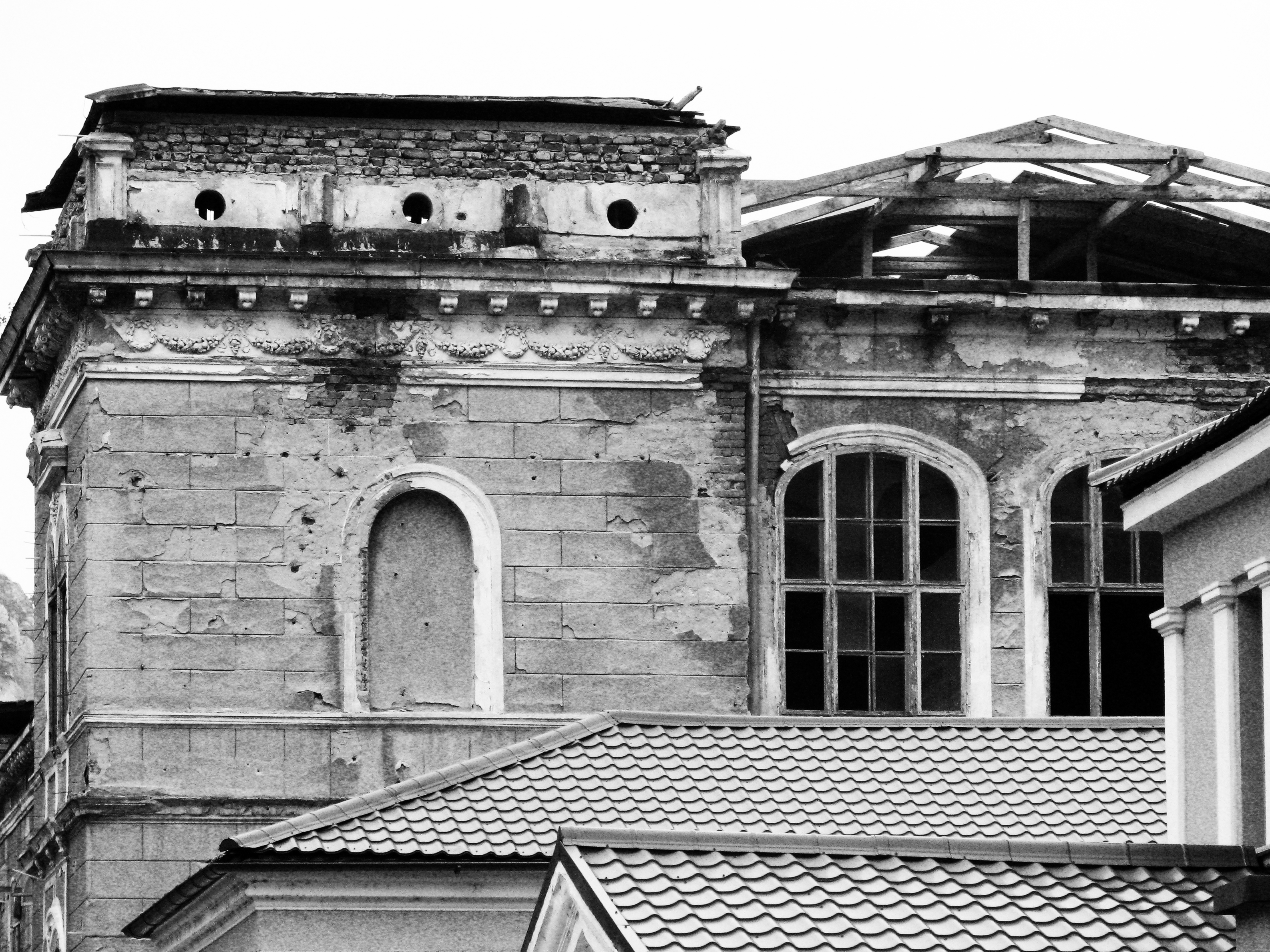